# 2014-es közgyűlési választás Csongrád megyében
A 2014-es megyei közgyűlési választásokat október 12-én bonyolították le, az általános önkormányzati választások részeként.
Csongrád megyében a szavazásra jogosultak kevesebb mint fele, 77 ezer ember ment el szavazni. A szavazók hét lista jelöltjei közül választhattak.
A választásokat a Fidesz-KDNP nyerte meg – tizenegy képviselőjük a többséget jelentette a húszfős közgyűlésben. Második lett az MSZP, harmadik a Jobbik. Az LMP, a DK, a Nagycsaládosok Ruzsai Egyesülete és az Együtt nem jutott be a közgyűlésbe.
A közgyűlés új elnöke Kakas Béla, a Fidesz-KDNP listavezetője lett.

## A választás rendszere
A megyei közgyűlési választásokat az országosan megrendezett általános önkormányzati választások részeként tartották meg. A szavazók a településük polgármesterére és a helyi képviselőkre is ekkor adhatták le a szavazataikat.
A választás rendszerének alapját a 2010-ben elfogadott módosítások jelentették.
A közgyűlési választásokon csak a községek, nagyközségek és városok polgárai vehettek részt. Mivel a megyei jogú városok nem tartoztak a megye joghatósága alá, így polgáraik nem is szavazhattak a megye önkormányzatának összetételéről.
A választók egy választókerületbe tartoztak, ahol listákra szavazhattak. A szavazatokat arányosan osztották el az érvényes szavazatok 5%-át – közös lista esetén 10/15%-át – elérő szervezetek között.
A 2010-es választásokhoz képest két lényeges változás lépett érvénybe: egyrészt a képviselőket öt évre választották (a korábbi négy helyett), másrészt az ajánlások számát 0,5%-ra mérsékelték (a korábbi 1%-ról).

### Választókerület
|                            | Település | Lakó (2014.jan.1.) | Megyei képviselő |
| -------------------------- | --------- | ------------------ | ---------------- |
| Közgyűlési választókerület | 58        | 207 170            | 20               |
| Megyei jogú városok        | 2         | 210 665            | –                |
| Összesen                   | 60        | 417 835            | 20               |

Csongrád megyében a közgyűlés létszáma 20 fő volt. A szabályok szerint a megyei közgyűlés létszáma a megye egészének lakosságszámához igazodott – függetlenül attól, hogy Hódmezővásárhely és Szeged polgárai nem szavazhattak a Csongrád megyei önkormányzat összetételéről. Ebben az évben a megyének 418 ezer lakója volt.
A közgyűlést a megye 42 községének, nyolc nagyközségének és nyolc városának polgárai választhatták meg.
A választásra jogosult polgárok száma 171 ezer volt. A polgárok fele ötezer fősnél kisebb településeken élt, míg egyharmaduk tízezer fősnél nagyobb városokban lakott.
A legkevesebb polgár a déli határ mellett fekvő Kövegy községben lakott (344 polgár), a legtöbb pedig Szentes városában élt (23 546 polgár).
| A közgyűlés választóinak eloszlása településméret szerint | A közgyűlés választóinak eloszlása településméret szerint | A közgyűlés választóinak eloszlása településméret szerint | A közgyűlés választóinak eloszlása településméret szerint | A közgyűlés választóinak eloszlása településméret szerint            |
| Településméret (lakók száma)                              | Település                                                 | Választójogosult                                          | Választójogosult                                          | Megjegyzés                                                           |
| --------------------------------------------------------- | --------------------------------------------------------- | --------------------------------------------------------- | --------------------------------------------------------- | -------------------------------------------------------------------- |
| 1 – 1 000                                                 | 14                                                        | 6 518                                                     | 3,82%                                                     | legkisebb község: Kövegy                                             |
| 1 001 – 5 000                                             | 36                                                        | 78 503                                                    | 46,03%                                                    | város: Csanádpalota                                                  |
| 5 001 – 10 000                                            | 5                                                         | 28 108                                                    | 16,48%                                                    | nagyközség: Algyő város: Mórahalom, Mindszent, Kistelek, Sándorfalva |
| 10 000 fölött                                             | 3                                                         | 57 403                                                    | 33,66%                                                    | Csongrád, Makó, Szentes                                              |
| Közgyűlési választókerület                                | 58                                                        | 170 532                                                   |                                                           |                                                                      |

## Jelöltállítás
Hét listán összesen 93 jelölt szállt versenybe a kiosztható 20 képviselői helyért.

### Listák
Az előző közgyűlés pártjai közül a FIDESZ és a KDNP közös listát, míg az MSZP, illetve a Jobbik önálló listát állított. Új indulóként állt rajtvonalhoz az LMP, az Együtt, a DK és a Nagycsaládosok Ruzsai Egyesülete. Utóbbi volt az egyetlen országgyűlési képviselettel nem bíró szervezet. (A Munkáspárt is próbálkozott a listaállítással, de elegendő ajánlás híján a választási szervek elutasították a nyilvántartásba vételt.)
Önálló lista állításához 856, közös lista állításához 2000 választópolgár ajánlásának összegyűjtésére volt szükség. (A választásra jogosultak 0,5, ill. 1%-a – utóbbi esetben minimum 2000 fő.)
A legkevesebb jelöltje az LMP-nek volt (4 fő). Hasonlóan kevés jelölttel vágott neki a választásoknak a Nagycsaládosok Ruzsai Egyesülete és az Együtt (5-5 fő). A többi párt viszont igen bő listát állított: az MSZP 18, a Jobbik és a DK 20-20, míg a FIDESZ-KDNP 21 nevet tüntetett föl a listáján.
| Sorsolt sorszám | Rövid név         | Teljes név                                                                          | Jelöltek száma | Lista típusa | Előző választási eredmény |
| --------------- | ----------------- | ----------------------------------------------------------------------------------- | -------------- | ------------ | ------------------------- |
| 1.              | LMP               | Lehet Más a Politika                                                                | 4              | önálló       | -                         |
| 2.              | NagyCsaládokRuzsa | Nagycsaládosok Ruzsai Egyesülete                                                    | 5              | önálló       | -                         |
| 3.              | Együtt            | Együtt – A korszakváltók pártja                                                     | 5              | önálló       | -                         |
| 5.              | MSZP              | Magyar Szocialista Párt                                                             | 18             | önálló       | 6                         |
| 6.              | FIDESZ-KDNP       | Fiatal Demokraták Szövetsége – Magyar Polgári Szövetség Kereszténydemokrata Néppárt | 21             | közös        | 12                        |
| 7.              | Jobbik            | Jobbik Magyarországért Mozgalom                                                     | 20             | önálló       | 2                         |
| 8.              | DK                | Demokratikus Koalíció                                                               | 20             | önálló       | -                         |
| Összesen        | Összesen          | Összesen                                                                            | 93             |              | 20                        |

### Jelöltek
| #  | LMP          | NagycsaládokRuzsa          | Együtt                  | MSZP                | FIDESZ-KDNP       | Jobbik              | DK                |
| -- | ------------ | -------------------------- | ----------------------- | ------------------- | ----------------- | ------------------- | ----------------- |
| 1. | Tatár Gábor  | Sánta Gizella              | dr. Kovács Tamás Balázs | Varga Péter         | Kakas Béla        | Toroczkai László    | Csóti Zsombor     |
| 2. | Gurdon Lajos | Borbásné Márki Márta Ilona | Hornyik László Károly   | Szirbik Imre        | Ádók János        | Dudás Zoltán Sándor | Kiss Csaba István |
| 3. | Faur János   | Szekeres Péter Pálné       | Kovács Richárd Attila   | dr. Buzás Péter     | Bozó Zoltán       | dr. Kiss Attila     | Mucsi Tamás       |
| 4. | Takács Éva   | Papp Renáta                | Agócs András Tibor      | Havasi János Béláné | Nógrádi Zoltán    | Szabó Zoltán Ferenc | Török József      |
| 5. |              | Paraginé Tóth Edina Judit  | Soós Krisztián Roland   | Simicz József       | Magyar Anna Mária | Máté Krisztián      | dr. Stern Sándor  |

(A szavazócédulán a listák az első öt helyezettje szerepelt.)
| A további jelöltek | A további jelöltek | A további jelöltek | A további jelöltek | A további jelöltek        | A további jelöltek       | A további jelöltek     | A további jelöltek    |
| ------------------ | ------------------ | ------------------ | ------------------ | ------------------------- | ------------------------ | ---------------------- | --------------------- |
| 6.                 |                    |                    |                    | Móra József Antal         | Szél István              | Szemerédi Ákos         | Nagy Máté             |
| 7.                 |                    |                    |                    | Baranyi Sándor            | dr. Bodor Csaba          | Laczkó Zsolt           | Udvari Antal          |
| 8.                 |                    |                    |                    | Kiss Péter                | Kalmár Ferenc András     | Zeitler Ádám           | Kalamusz Endre Róbert |
| 9.                 |                    |                    |                    | Sági Mihály               | Nagy Attila Gyula        | Hegedűs Roland Dávid   | Horváth Géza          |
| 10.                |                    |                    |                    | Geréné Dunaháti-Vas Márta | Mágori András József     | Dobi Zsolt             | Farkas László         |
| 11.                |                    |                    |                    | Hulman Anikó              | Gémes László             | Mikes Károly           | Sőrés Zoltán          |
| 12.                |                    |                    |                    | Krausz Jánosné            | Nagy Sándor              | Vedrédi Ferencné       | Katona Lászlóné       |
| 13.                |                    |                    |                    | Lengyel István Tibor      | Búza Zsolt               | Nagy-György Lajos      | Nagy Béla             |
| 14.                |                    |                    |                    | Pataki Gergely            | Dobák Lászlóné           | Forróné Beleznai Mária | Kiss Sándor           |
| 15.                |                    |                    |                    | Molnár László Ferenc      | Szarka Attila            | Kurusa Tibor Ferenc    | dr. Török Miklós      |
| 16.                |                    |                    |                    | Barát Endre               | Matuszka Antal István    | Tanács Róbert          | Baghy Dezsőné         |
| 17.                |                    |                    |                    | Kis-Faragó Balázs         | Tanács Gábor             | Bocskay Csaba          | Horváth Péter Béla    |
| 18.                |                    |                    |                    | Antalfi Vanda             | Szabó István             | Mák József             | Baghy Andrea          |
| 19.                |                    |                    |                    |                           | dr. Kovács Kálmán József | Molnár Ildikó          | Rehák József          |
| 20.                |                    |                    |                    |                           | dr. Miklós Péter         | Szabó-Forgó Alexandra  | Síkhegyi Istvánné     |
| 21.                |                    |                    |                    |                           | Kormányos Sándor         |                        |                       |

## A szavazás menete
A választásokat 2014. október 12-én, vasárnap bonyolították le.
Baks községben választási visszalélések miatt új választást rendeltek el. Erre november 9-én került sor, így az eredmények összesítése is csak ezt követően történt meg.

### Részvétel
Kilencből négyen mentek el szavazni, öten távolmaradtak
A 171 ezer szavazásra jogosult polgárból 77 ezer vett részt a választásokon (45%). Az érvénytelen szavazatok száma nem érte el a háromezret (3,6%).
|                                  |                                  |         | jogosultak arányában | szavazók arányában |
| -------------------------------- | -------------------------------- | ------- | -------------------- | ------------------ |
| Választójogosult                 | Választójogosult                 | 170 532 |                      |                    |
| Szavazó                          | Szavazó                          | 77 431  | 45,41%               |                    |
| érvényes szavazólap              | érvényes szavazólap              | 74 642  | 43,77%               | 96,40%             |
| érvénytelen / hiányzó szavazólap | érvénytelen / hiányzó szavazólap | 2 789   | 1,64%                | 3,60%              |
| Távolmaradó                      | Távolmaradó                      | 93 101  | 54,59%               |                    |

További kimutatások
| Lakók száma    | Település   | Választó- jogosult | Szavazó | Részvétel | Megjegyzés                                                      |
| -------------- | ----------- | ------------------ | ------- | --------- | --------------------------------------------------------------- |
| 1 – 100        | 0           |                    |         |           |                                                                 |
| 100 – 1 000    | 14          | 6 518              | 3 792   | 58,18%    | Csúcs: Kövegy község (73,84%) Mélypont: Nagyér község (39,21%)  |
| 1 000 – 5 000  | 36          | 78 503             | 34 886  | 44,44%    | Csúcs: Baks község (68,83%) Mélypont: Forráskút község (24,48%) |
| 1 – 5 000      | 50          | 85 021             | 38 678  | 45,49%    |                                                                 |
| 5 000 – 10 000 | Algyő       | 4 420              | 1 965   | 44,46%    |                                                                 |
| 5 000 – 10 000 | Mórahalom   | 5 076              | 2 225   | 43,83%    |                                                                 |
| 5 000 – 10 000 | Mindszent   | 5 730              | 1 981   | 34,57%    |                                                                 |
| 5 000 – 10 000 | Kistelek    | 6 110              | 2 363   | 38,67%    |                                                                 |
| 5 000 – 10 000 | Sándorfalva | 6 772              | 2 679   | 39,56%    |                                                                 |
| 5 000 – 10 000 | 5           | 28 108             | 11 213  | 39,89%    |                                                                 |
| 10 000 fölött  | Csongrád    | 14 161             | 6 656   | 47,00%    |                                                                 |
| 10 000 fölött  | Makó        | 19 696             | 9 453   | 47,99%    |                                                                 |
| 10 000 fölött  | Szentes     | 23 546             | 11 431  | 48,55%    |                                                                 |
| 10 000 fölött  | 3           | 57 403             | 27 540  | 47,98%    |                                                                 |
| Összesen       | 58          | 170 532            | 77 431  | 45,41%    |                                                                 |

Küszöb
A közgyűlésbe jutáshoz szükséges szavazatszám az önálló listáknál 3 733, a közös listák esetében pedig 7 465 volt (az érvényes szavazatok 5, ill. 10%-a).

## Eredmény
A Fidesz-KDNP nagy fölénnyel nyerte meg a választásokat, több mint kétszer annyi szavazatot  (48%) összegyűjtve, mint a második helyen végző MSZP (22%). A Jobbik ettől csak kissé elmaradva futott be a harmadik helyre (19%).
Az LMP (4,0%), a DK (3,1%), a Nagycsaládosok Ruzsai Egyesülete (2,9%) és az Együtt (1,1%) nem érte el a közgyűlésbe jutáshoz szükséges 5%-os küszöböt.
| Lista    | Lista             | Érvényes szavazatok | Érvényes szavazatok | Küszöb | Képviselők | Képviselők |
| -------- | ----------------- | ------------------- | ------------------- | ------ | ---------- | ---------- |
|          | Fidesz-KDNP       | 36 165              | 48,45%              | ✓      | 11         | 55%        |
|          | MSZP              | 16 254              | 21,78%              | ✓      | 5          | 25%        |
|          | Jobbik            | 13 922              | 18,65%              | ✓      | 4          | 20%        |
|          | LMP               | 2 956               | 3,96%               | ✗      | 0          |            |
|          | DK                | 2 327               | 3,12%               | ✗      | 0          |            |
|          | NagycsaládokRuzsa | 2 196               | 2,94%               | ✗      | 0          |            |
|          | Együtt            | 822                 | 1,10%               | ✗      | 0          |            |
| Összesen | Összesen          | 74 642              |                     | 3/7    | 20         |            |

| Bővített eredmény táblázat       | Bővített eredmény táblázat       | Bővített eredmény táblázat       | Bővített eredmény táblázat | Bővített eredmény táblázat | Bővített eredmény táblázat | Bővített eredmény táblázat    | Bővített eredmény táblázat | Bővített eredmény táblázat | Bővített eredmény táblázat |  |
| Lista                            | Lista                            | Sorrend                          | Szavazat                   | jogosultak arányában       | szavazók arányában         | érvényes szavazatok arányában | Küszöb                     | Képviselő                  | Képviselő                  |  |
| -------------------------------- | -------------------------------- | -------------------------------- | -------------------------- | -------------------------- | -------------------------- | ----------------------------- | -------------------------- | -------------------------- | -------------------------- |  |
|                                  | FIDESZ-KDNP                      | 1.                               | 36 165                     | 21,21%                     | 46,71%                     | 48,45%                        | ✓                          | 11                         | 55%                        |  |
|                                  | MSZP                             | 2.                               | 16 254                     | 9,53%                      | 20,99%                     | 21,78%                        | ✓                          | 5                          | 25%                        |  |
|                                  | Jobbik                           | 3.                               | 13 922                     | 8,16%                      | 17,98%                     | 18,65%                        | ✓                          | 4                          | 20%                        |  |
|                                  | LMP                              | 4.                               | 2 956                      | 1,73%                      | 3,82%                      | 3,96%                         | ✗                          | 0                          |                            |  |
|                                  | DK                               | 5.                               | 2 327                      | 1,36%                      | 3,01%                      | 3,12%                         | ✗                          | 0                          |                            |  |
|                                  | NagycsaládokRuzsa                | 6.                               | 2 196                      | 1,29%                      | 2,84%                      | 2,94%                         | ✗                          | 0                          |                            |  |
|                                  | Együtt                           | 7.                               | 822                        | 0,48%                      | 1,06%                      | 1,10%                         | ✗                          | 0                          |                            |  |
| Összesen                         | Összesen                         |                                  | 74 642                     | 43,77%                     | 96,40%                     | 100%                          | 3/7                        | 20                         | 100%                       |  |
| érvénytelen / hiányzó szavazólap | érvénytelen / hiányzó szavazólap | érvénytelen / hiányzó szavazólap | 2 789                      | 1,64%                      | 3,60%                      |                               |                            |                            |                            |  |
|                                  |                                  |                                  |                            |                            |                            |                               |                            |                            |                            |  |
| Szavazó                          | Szavazó                          | Szavazó                          | 77 431                     | 45,41%                     | 100,00%                    |                               |                            |                            |                            |  |
| Távolmaradó                      | Távolmaradó                      | Távolmaradó                      | 93 101                     | 54,59%                     |                            |                               |                            |                            |                            |  |
|                                  |                                  |                                  |                            |                            |                            |                               |                            |                            |                            |  |
| Választójogosult                 | Választójogosult                 | Választójogosult                 | 170 532                    | 100,00%                    |                            |                               |                            |                            |                            |  |
|                                  |                                  |                                  |                            |                            |                            |                               |                            |                            |                            |  |

## Az új közgyűlés
A húszfős testületbe a FIDESZ-KDNP 11, az MSZP öt és a Jobbik négy képviselője jutott be. A FIDESZ-KDNP-nek egyedül abszolút többsége lett a közgyűlésben.
| #.  | FIDESZ-KDNP          | MSZP                | Jobbik              |
| --- | -------------------- | ------------------- | ------------------- |
| 1.  | Kakas Béla           | Varga Péter         | Toroczkai László    |
| 2.  | Ádók János           | Szirbik Imre        | Dudás Zoltán Sándor |
| 3.  | Bozó Zoltán          | dr. Buzás Péter     | dr. Kiss Attila     |
| 4.  | Nógrádi Zoltán       | Havasi János Béláné | Szabó Zoltán Ferenc |
| 5.  | Magyar Anna Mária    | Simicz József       |                     |
| 6.  | Szél István          |                     |                     |
| 7.  | dr. Bodor Csaba      |                     |                     |
| 8.  | Kalmár Ferenc András |                     |                     |
| 9.  | Nagy Attila Gyula    |                     |                     |
| 10. | Mágori András József |                     |                     |
| 11. | Gémes László         |                     |                     |

Az új közgyűlés alakuló ülésén, november 21-én Kakas Bélát, a FIDESZ-KDNP listavezetőjét választotta meg elnökének (17 igen és 3 érvénytelen szavazattal). Alelnökké választották Ádók Jánost, Magyar Annát és Kovács Beátát (előbbi kettő a FIDESZ-KDNP képviselője, utóbbi nem tagja a közgyűlésnek – 20, 17 és 20 támogató szavazattal).
A közgyűlésben három képviselőcsoportot jött létre: FIDESZ-KDNP (11 tag), MSZP (5 tag), Jobbik (4 tag).